# Nadim Carlsen
Pour les articles homonymes, voir Carlsen.
Nadim Carlsen, né en 1984 à Vejle (Danemark), est un directeur de la photographie danois.

## Biographie
Nadim Carlsen est formé à l'École danoise de cinéma à Copenhague.

## Filmographie partielle

### Au cinéma
- 2009 : Dagen efter (court métrage)
- 2009 : XY Anatomy of a Boy (court métrage)
- 2009 : Forbrug dig selv (court métrage)
- 2010 : Baba (court métrage)
- 2010 : Et hus af glas (court métrage)
- 2011 : Noter fra kælderen (da) (court métrage)
- 2011 : Mødet med min far Kasper Højhat (da)  (court métrage)
- 2012 : Searching For Bill (da) (documentaire[1])
- 2013 : Pine Ridge (da) (film documentaire)
- 2014 : Skybrud (court métrage)
- 2014 : Vanilje (court métrage)
- 2014 : Shoot for the Moon (court métrage)
- 2015 : Mommy (court métrage)
- 2015 : Det han gjorde (da), film documentaire de Jonas Poher Rasmussen
- 2016 : Shelley
- 2016 : The Child Soldier's New Job
- 2017 : Lida (da)  (film documentaire)
- 2017 : Denmark by the Ganges
- 2017 : Jordgubbslandet (sv) de Wiktor Ericsson (sv)
- 2017 : La Mauvaise Réputation (Hva vil folk si) de Iram Haq
- 2018 : Holiday
- 2018 : Border (Gräns) de Ali Abbasi
- 2019 : De Første Dagene (court métrage)
- 2020 : Psychosis in Stockholm (en) de Maria Bäck (da)
- 2021 : Do Not Hesitate (en) de Shariff Korver (de)
- 2022 : Les Nuits de Mashhad (Holy Spider) de Ali Abbasi
- 2024 : Gangs of Taïwan (Locust) de Keff

### À la télévision
- 2013 : Var krigen det hele værd?  (téléfilm)
- 2015 : Den gode nazist  (téléfilm)
- 2016 : Skatte på kongens bibliotek  (mini-série télévisée)
- 2022 : Snabba Cash  (série télévisée, 2 épisodes)
- 2023 : The Last of Us  (série télévisée, 2 épisodes)

## Clips musicaux
- 2013 : MØ: Glass
- 2013 : MØ: Waste of Time
- 2016 : Frightened Rabbit: Get Out

## Récompenses et distinctions
- 2019 : Prix Bodil de la Meilleure photographie pour Holiday
- 2023 : Prix Robert du directeur de la photographie de l'année pour Les Nuits de Mashhad